# Bahnhof Bitche
Der Bahnhof Bitche ist der Bahnhof der gleichnamigen Stadt Bitsch (französisch Bitche) im französischen Département Moselle der Region Grand Est. Er befindet sich am 2014 stillgelegten Abschnitt Saargemünd–Niederbronn der Bahnstrecke Haguenau–Falck-Hargarten.

## Lage
Der Bahnhof Bitche liegt zwischen den Bahnstationen Lemberg und Bitche-Camp (dt.: Bitsch Lager; am Truppenübungsplatz Bitsch) am östlichen Rand der Altstadt von Bitsch. Auf dem Bahnhofsvorplatz befindet sich der örtliche Busbahnhof.

## Geschichte

Bahnhof Bitche mit erstem Empfangsgebäude von 1870, 1902 abgebrochen

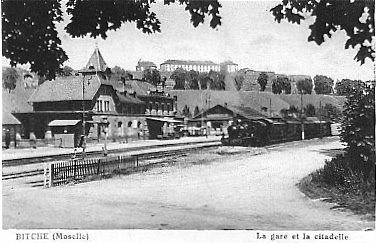
Bahnhof und Zitadelle mit Empfangsgebäude von 1903

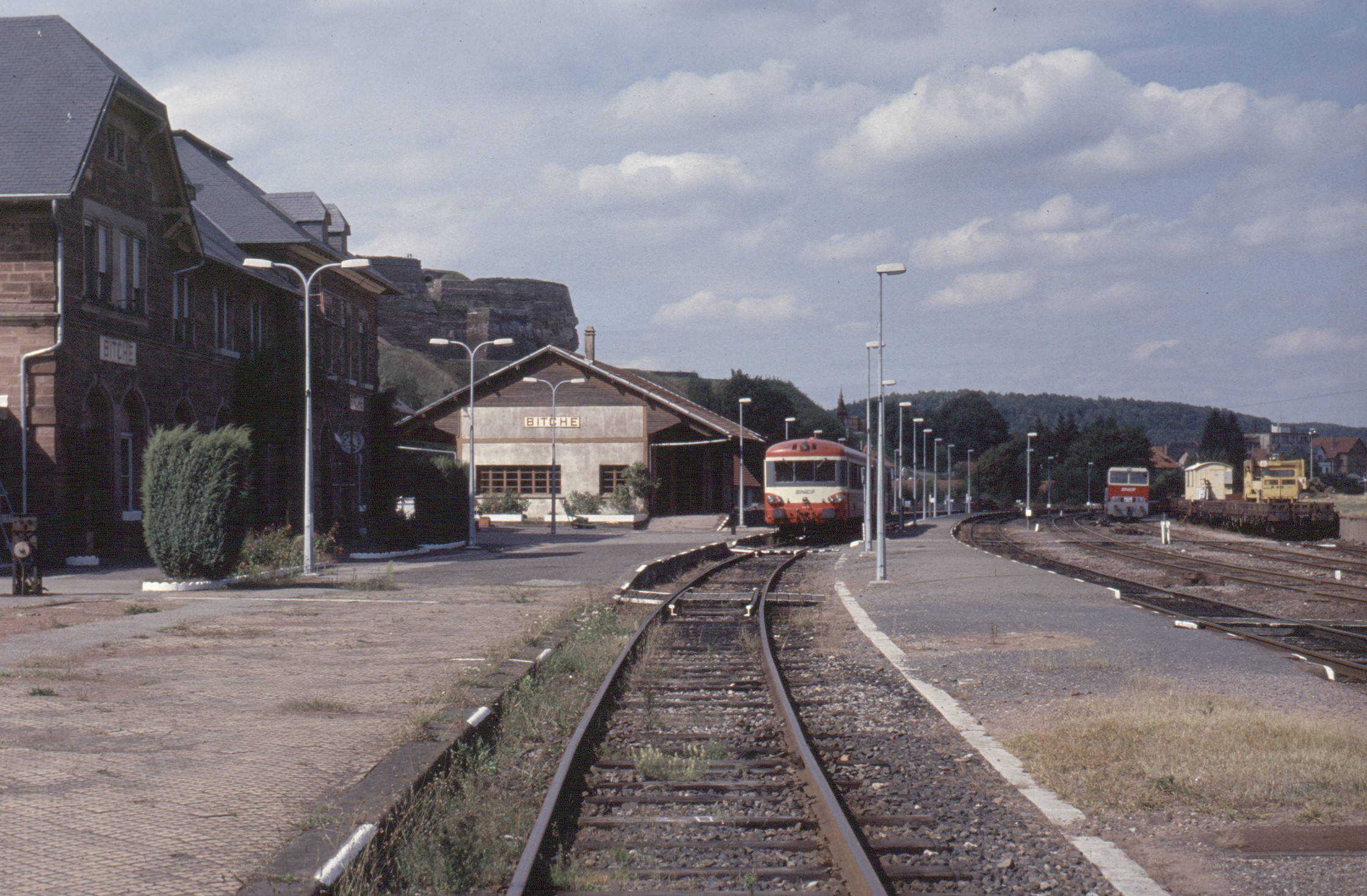
Gleisseite mit Bahnsteigen, 1993

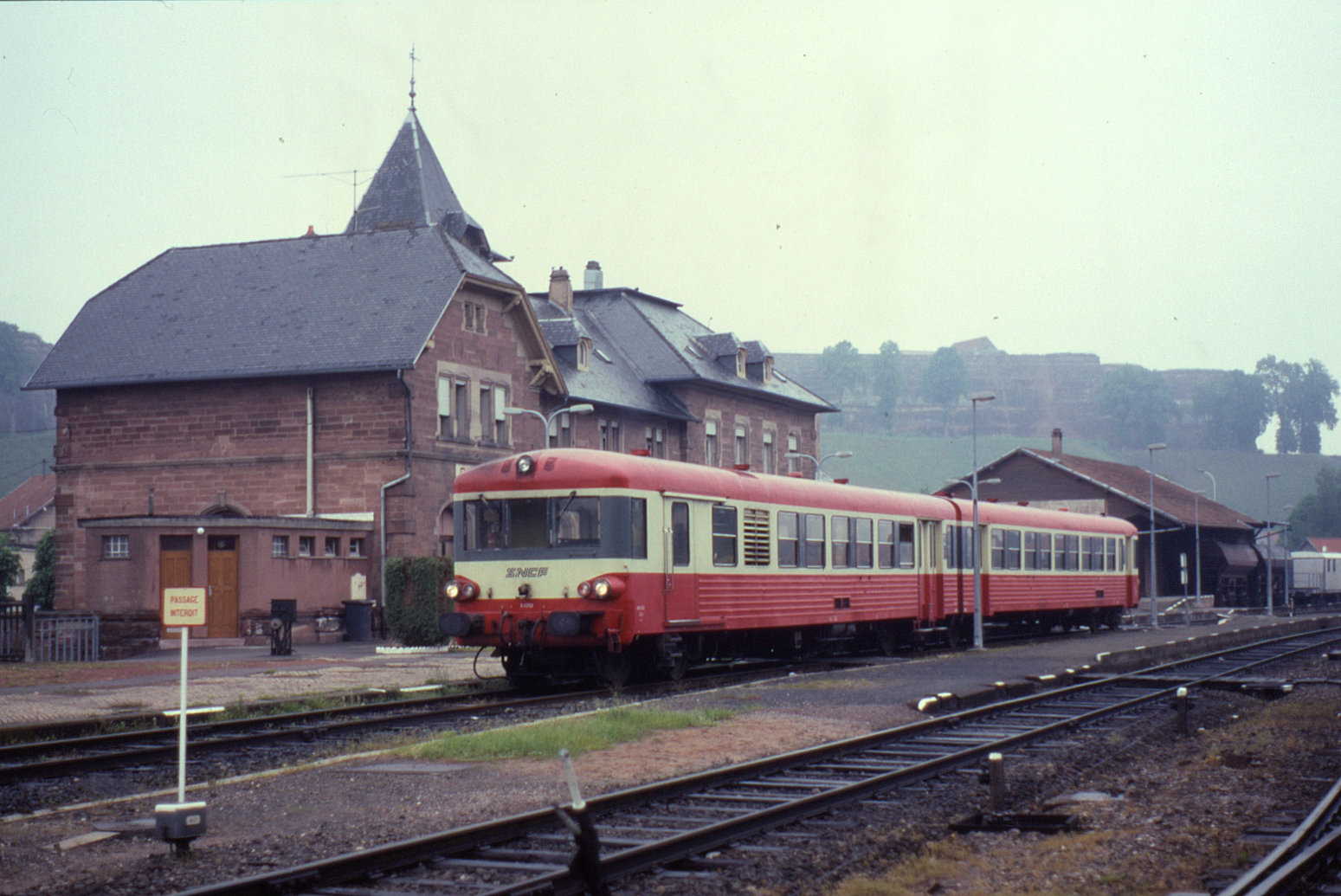
Dieseltriebwagen der Baureihe X 4300 im Bahnhof Bitche, 1991

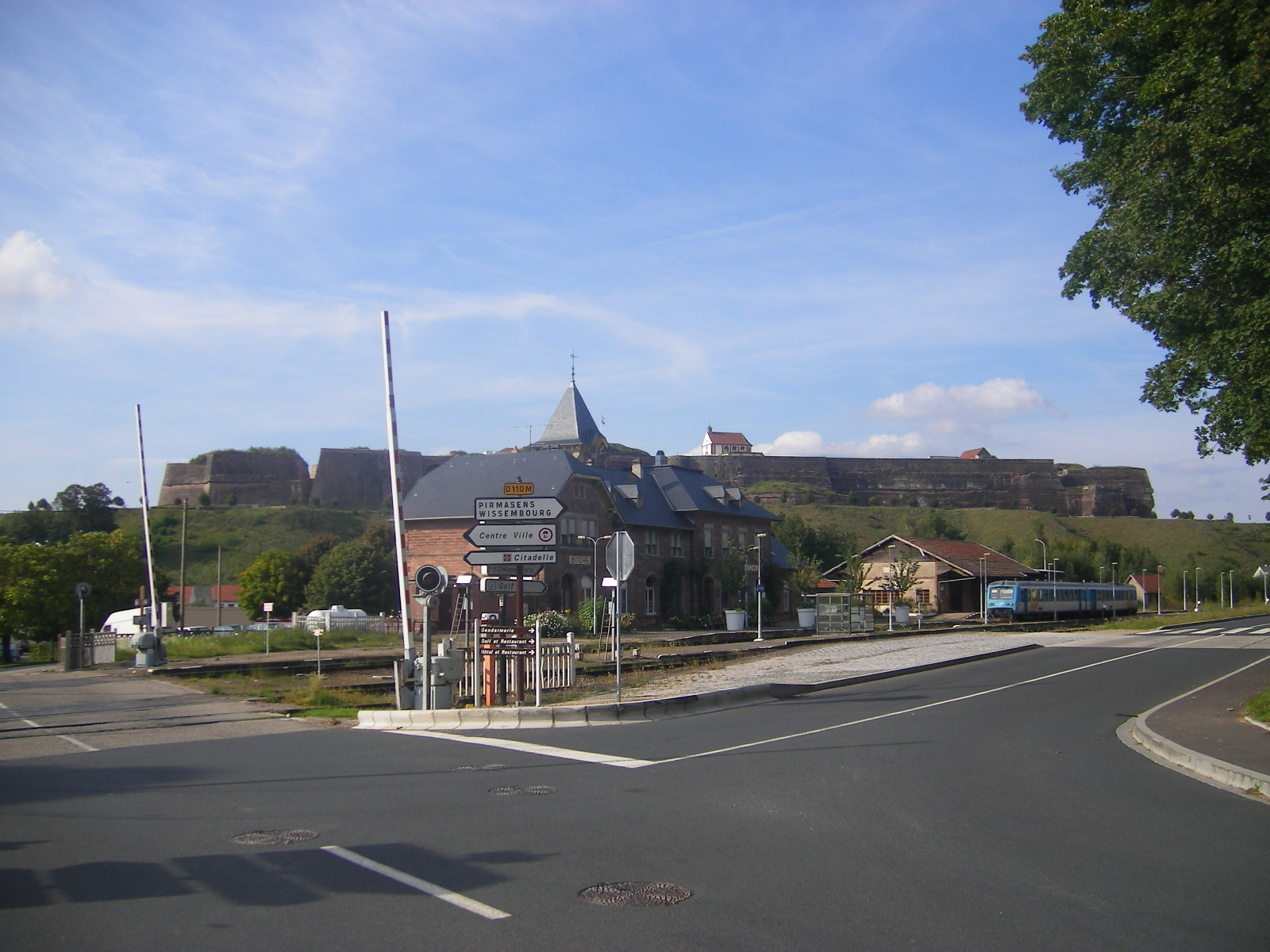
Bahnhof mit der Zitadelle im Hintergrund, 2007

Zur verkehrsmäßigen Erschließung der Festung Bitsch und im Hinblick auf die Möglichkeit rascher Truppentransporte an diesen strategisch bedeutsamen Ort an der Grenze zur – zum Königreich Bayern gehörigen – Pfalz wurde in den Jahren 1868/69 die Bahnstrecke von Sarreguemines (Saargemünd) nach Haguenau (Hagenau) gebaut. Der Streckenabschnitt Niederbronn–Bitsch–Saargemünd wurde am 8. Dezember 1869 von der Compagnie des Chemins de fer de l’Est eröffnet. Der französische Kaiser Napoleon III. ordnete auf Verlangen des Stadtrats, gegen den Wunsch des Militärs, die Anlage einer stadtnahen Station an. Aus strategischen Gründen wurden die – nahe der Befestigungsanlagen gelegenen – Gebäude in leichter Bauweise errichtet, um im Verteidigungsfall einen raschen Abriss zu erlauben.
Nach dem Deutsch-Französischen Krieg fiel der Ort 1871 an das Deutsche Reich. Im Jahr 1900 entstand nahe der Stadt der Truppenübungsplatz Bitsch. Für die Abfuhr des Holzes aus dem bis dahin fast vollständig bewaldeten, 3285 ha großen Gelände wurde vom Bahnhof ausgehend eine 16 km lange Waldbahn gebaut.
Anlässlich eines bevorstehenden Besuchs der Festung Bitsch des deutschen Kaisers Wilhelm II. ließ die damalige deutsche Verwaltung 1902 das bisherige Empfangsgebäude abreißen und ein größeres und repräsentativeres errichten. Gleichwohl ist es ein Typenbau, zu dem in Elsaß-Lothringen auch immer ein Turm gehörte. Es wurde am 14. Mai 1903 von Wilhelm II. eingeweiht. Nach dem Ersten Weltkrieg gehörten der Ort und die Festung wieder zu Frankreich. Ab dem 19. Juni 1919 wurde die Bahn von der Administration des chemins de fer d’Alsace et de Lorraine (AL) betrieben und am 1. Januar 1938 in die Société nationale des chemins de fer français (SNCF) eingegliedert. In Abgrenzung zur Anfang des 20. Jahrhunderts gebauten Station Bitche-Camp (Bitsch-Lager) hieß der Bahnhof zeitweise Bitche-Ville (Bitsch-Stadt).
Nach der Besetzung durch die Wehrmacht und die Angliederung Elsaß-Lothringens an das Deutsche Reich wurde der Deutschen Reichsbahn die Betriebsführung ab dem 1. Juli 1940 übertragen. Dieser Zustand endete mit der Befreiung Lothringens im März 1945.
Auf der Strecke zwischen Bitsch und Niederbronn ruht seit 1996 der Schienenverkehr komplett. Wegen zu geringer Rentabilität und Oberbauschäden wurde der Abschnitt Saargemünd–Bitsch seit Dezember 2011 bis zu seiner Stilllegung im Schienenersatzverkehr durch Busse bedient.

## Betrieb
Bis 2011 wurde als TER (Transport express régional) die Linie 17 von Beningen über Saargemünd nach Bitsch betrieben.
Bis Bitsch verkehren in der Hauptverkehrszeit derzeit Montag bis Freitag sechs Busse von/nach Saargemünd, dort muss in den Zug bzw. Bus von/nach Beningen umgestiegen werden.